# Kibunzi

Kibunzi är en ort i Demokratiska republiken Kongo, som ligger i provinsen Bas-Kongo. Här anlade Svenska missionsförbundet en missionsstation 1887, Kibunzi missionsstation.